# Física local cuántica
La física local cuántica es el marco de Haag-Kastler para la teoría cuántica de campos, también conocido como AQFT (por Algebraic Quantum Field Theory, ver Teoría cuántica de campos axiomática#Axiomas de Haag-Kastler). 

## Formalismo
Sea Mink la categoría de subconjuntos abiertos del espacio de Minkowski con funciones de inclusión como morfismos. 
Tenemos un funtor covariante {\displaystyle {\mathcal {A}}} desde Mink a uC*alg, la categoría de C* álgebras con elemento unidad, tales que cada morfismo en Mink mapea a un monomorfismo en uC*alg (isotonía).
El grupo de Poincaré actúa continuamente en Mink. Existe un pullback de esta acción, que es continua en la topología de la norma de {\displaystyle {\mathcal {A}}(\mathbb {R} ^{4})} (covariancia de Poincaré). 
El espacio de Minkowski tiene una estructura causal. Si un conjunto abierto V está en el complemento causal de un conjunto abierto de U, entonces la imagen de las funciones :{\displaystyle {\mathcal {A}}(i_{U,U\cup V})} y {\displaystyle {\mathcal {A}}(i_{V,U\cup V})} conmutan (commutatividad de tipo espacio). Si {\displaystyle {\bar {U}}} es la completación causal de un conjunto abierto U, entonces el {\displaystyle {\mathcal {A}}(i_{U,{\bar {U}}})} es un isomorfismo (causalidad primitiva).
Un estado con respecto a una C*-álgebra es una funcional lineal positiva sobre ella con norma unitaria. Si tenemos un estado sobre {\displaystyle {\mathcal {A}}(M)}, podemos tomar la "traza parcial" para conseguir estados asociados a {\displaystyle {\mathcal {A}}(U)} para cada conjunto abierto vía el monomorfismo de red. Es fácil demostrar que los estados sobre los conjuntos abiertos forman una estructura de prehaz. Según la construcción GNS, para cada estado, podemos asociar una representación hilbertiana de {\displaystyle {\mathcal {A}}(M)}. Los estados puros corresponden a las representaciones irreducibles y estados mixtos corresponden a representaciones reducibles. Cada irrep (salvo equivalencia) se llama sector de superselección. Asumimos que hay un estado puro llamado vacío tal que el espacio de Hilbert asociado a él es una representación unitaria del grupo de Poincaré compatible con la covariancia de Poincaré de la red tal que si miramos el álgebra de Poincaré, el espectro con respecto al Tensor energía-impulso, asociado a simetría traslacional en el espacio-tiempo, yace en el cono de luz positivo. Éste es el sector del vacío.
Más recientemente, el enfoque ha sido desarrollado para incluir una versión algebraica de la teoría cuántica en el espacio-tiempo curvo. De hecho, el punto de vista de la física cuántica local es en particular apto para generalizar el procedimiento de renormalización de la teoría de campos cuánticos desarrollados en el contexto curvo. Muchos resultados rigurosos de la teoría cuántica de campos en presencia de agujeros negros han podido ser reproducidos dentro de este enfoque.